# Elizabeth Gillies
Pour les articles homonymes, voir Gillies.
Elizabeth Gillies ou parfois Liz Gillies, est une actrice et chanteuse américaine née le 26 juillet 1993 à Haworth dans le New Jersey.
Après plusieurs années dans la troupe de la comédie musicale 13 à Broadway, elle se fait connaitre avec son rôle de Jade West dans la sitcom Victorious (2010-2013) puis, elle interprète Gigi Rock dans la série comique Sex&Drugs&Rock&Roll (2015-2017).
Depuis 2017, elle interprète Fallon Carrington, l'un des personnages centraux de la série télévisée Dynastie, reboot de la série culte du même titre. Pour ce rôle, elle reçoit des critiques positives de la part de la presse américaine.
Elle garde un pied au cinéma, notamment depuis 2008 où elle a tourné pour Michael Lembeck dans son film The Clique ainsi que dans le film Harold la même année. Elle joue également dans plusieurs longs métrages comme Animal (2014), Vacation (2015) ou encore Arizona (2018).

## Biographie

### Enfance
Elizabeth Gillies naît le 26 juillet 1993 à Haworth dans le nord du New Jersey.
Elle est la fille de Dave et Lorrie Gillies et a un frère plus jeune, né en 1996. Elle a dévoilé être de descendance irlandaise et italienne.
Elle commence sa carrière à l'âge de douze ans, répondant à de nombreux appels locaux pour des castings ouverts. Elle apparaît alors dans des publicités pour des marques comme Virgin Mobile. Passionnée de musique depuis son plus jeune âge, elle aime le rock classique et joue du piano.

### Débuts à Broadway (2007-2009)
Elizabeth Gillies a lancé sa carrière en 2007 avec un rôle dans trois épisodes de la série télévisée The Black Donnellys puis l'année suivante, elle fait ses premiers pas dans la musique en décrochant le rôle de Lucy dans la comédie musicale de Broadway intitulée 13. Une des premières productions de Broadway à avoir un casting et une bande entièrement composés d'adolescents. Elle reste fidèle à ce spectacle jusqu’à la dernière représentation, en 2009.
Parallèlement, elle fait des apparitions dans des productions destinées à la jeunesse, comme la comédie Harold avec Spencer Breslin et Cuba Gooding Jr. ainsi que le film directement sorti en vidéo The Clique, donnant notamment la réplique à Bridgit Mendler et Dylan Minnette.

### Révélation:Victorious(2010-2013)

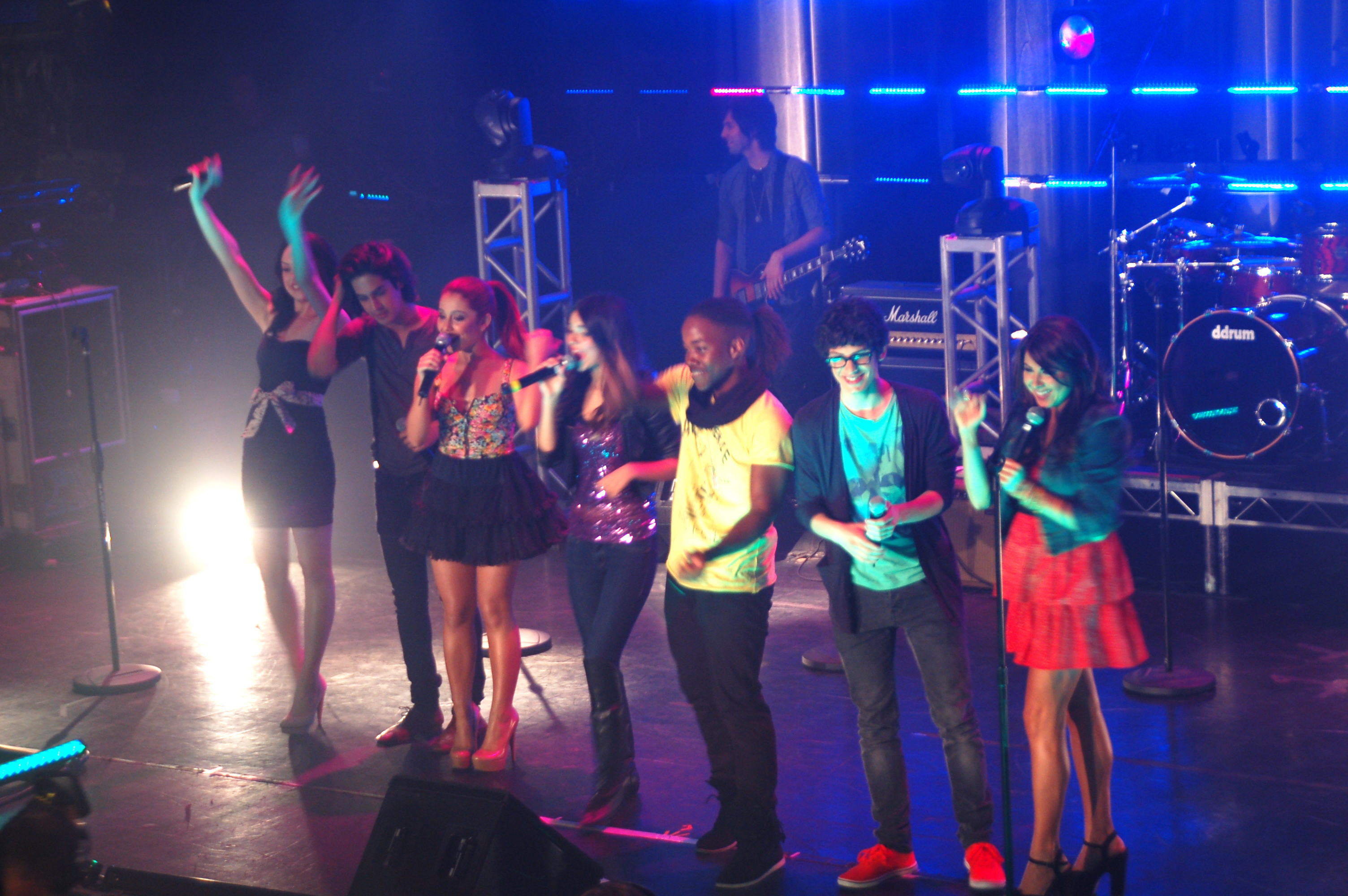
La distribution de la série télévisée Victorious, en 2011 (Elizabeth Gillies, Avan Jogia, Ariana Grande, Victoria Justice, Leon Thomas III, Matt Bennett et Daniella Monet).

En 2010, elle commence à jouer le rôle de Jade West, l'un des personnages principaux, dans la sitcom Victorious, diffusée sur la chaîne Nickelodeon. Elle y retrouve son ancienne co-star de 13, l'actrice-chanteuse Ariana Grande et enregistrera plusieurs chansons pour les bandes originales de la série. Cette série, destinée à un jeune public, tourne autour d'adolescents dans un lycée d'arts de la scène à Hollywood. Ce rôle l'aidera à se faire connaitre et à gagner de nombreux fans.

En 2011, elle double la voix du personnage de Daphné pour le second doublage américain de la série animée Winx Club (la série avait déjà été doublée en 2004). Elle doublera le personnage dans des épisodes spéciaux résumant les deux premières saisons puis jusqu’à la sixième saison. Elizabeth enregistrera aussi une chanson intitulée We Are Believix pour la promotion de la série. La même année, elle lance une chaine YouTube sur laquelle elle postait régulièrement des vidéos d'elle reprenant des chansons d'autres artistes. Elle apparaît aussi dans un épisode des séries iCarly et Big Time Rush.

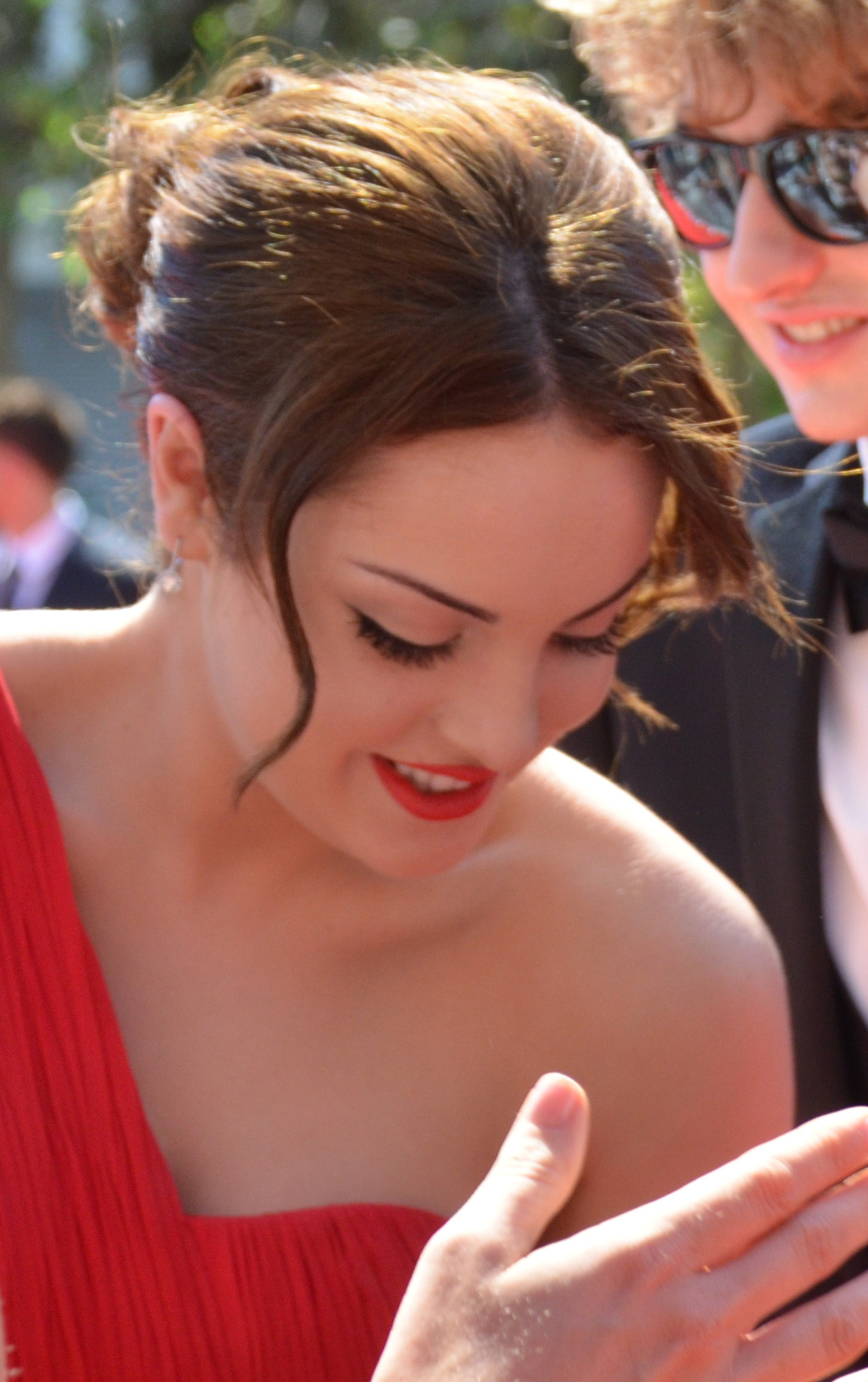
Elizabeth Gillies à la des Primetime Emmy Awards en 2012.

En 2012, elle joue dans un épisode de Friend Me ainsi que de la série policière FBI : Duo très spécial. En décembre 2013, elle participe à l'EP de noël d'Ariana Grande intitulé Christmas Kisses en enregistrant une reprise en duo de la chanson Santa Baby de Eartha Kitt. La même année, elle joue le rôle de la peste manipulatrice Courtney dans une adaptation musicale du film Jawbreaker, un rôle principal autrefois incarné par l'actrice Rose McGowan.
En 2014, moins d'un an après l'arrêt de Victorious, elle reprend le rôle de Jade West le temps d'une apparition dans un épisode de la sitcom Sam et Cat, un spin-off des séries iCarly et Victorious. La même année, elle joue dans le film d'horreur Animal, produit par l'actrice Drew Barrymore, et joue le rôle principal dans le téléfilm L'heure de tuer mon père de la chaîne Lifetime.

### Émancipation télévisuelle:Sex&Drugs&Rock&RolletDynastie(depuis 2015)

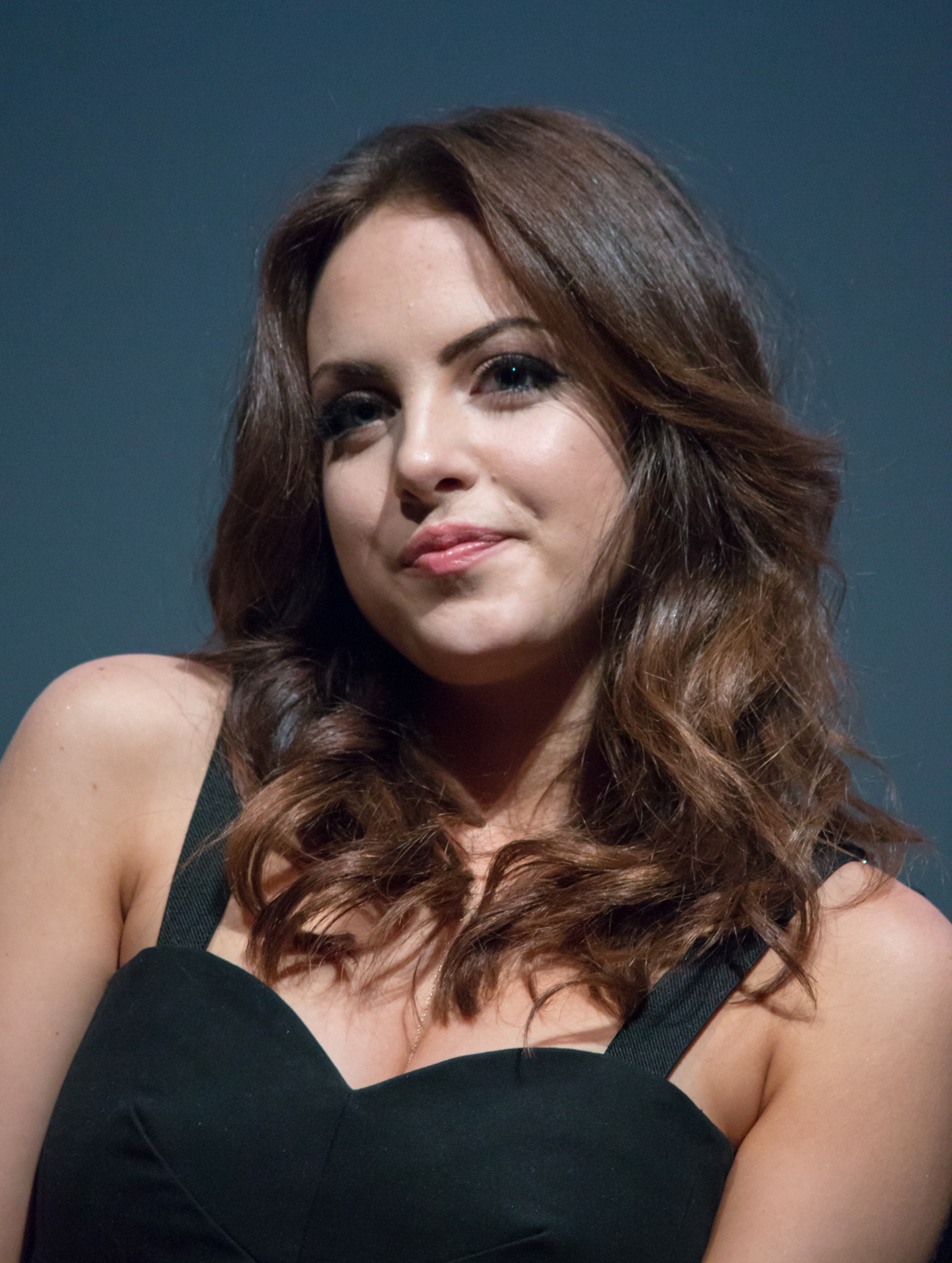
Elizabeth Gillies au ATX TV Festival en 2015 pour Sex&Drugs&Rock&Roll.

Entre 2015 et 2016, elle est l'un des personnages principaux de la série télévisée Sex&Drugs&Rock&Roll, lancée le 16 juillet 2015 sur la chaine FX. Elle incarne une jeune chanteuse en dévenir et fille d'une ancienne rock star interprété par Denis Leary. La série est renouvelée pour une seconde saison, mais les audiences s'effondrent et le programme est finalement annulé.
Parallèlement, elle décroche un petit rôle dans la comédie Vive les vacances, porté par le tandem Ed Helms et Christina Applegate.
Depuis l'automne 2017, elle est l'un des personnages principaux de la série télévisée Dynastie, reboot du célèbre soap éponyme des années 1980, dans laquelle elle reprend le rôle de Fallon Carrington, interprétée par Pamela Sue Martin puis Emma Samms dans la série originale. La série reçoit un accueil mitigé et divise la critique mais l'interprétation de l'actrice est remarquée, elle est considérée comme un des atouts de cette nouvelle version,.

## Vie privée
Elle est fan des Rolling Stones, John Lennon, Cat Stevens et Tracy Chapman. Elle est la meilleure amie de la chanteuse et actrice Ariana Grande, qu'elle connait depuis 2008 et avec qui elle a travaillé à plusieurs reprises depuis musicale 13.
Elle est végan, non par choix mais pour des raisons de santé : elle est en effet allergique à de nombreux aliments (ainsi qu'au gluten).
Elle s'est mariée au compositeur Michael Corcoran le 8 août 2020, Elizabeth l’annonce en postant des photos sur Instagram.

## Filmographie

### Cinéma
- 2008 : Harold (en) de T. Sean Shannon : Evelyn Taylor
- 2008 : The Clique de Michael Lembeck : Shelby Wexler (directement en vidéo)
- 2011 : The Death and Return of Superman (en) (court-métrage) de Max Landis : Eradicator Folks
- 2012 : Winx Club : Le Secret du royaume perdu (Winx Club : Il segreto del regno perduto) de Iginio Straffi : Daphné (voix - film produit en 2007, doublage réalisé en 2012)
- 2014 : Animal de Brett Simmons : Mandy
- 2015 : Vive les vacances (Vacation) de John Francis Daley et Jonathan Goldstein : Heather
- 2018 : Arizona (en) de Jonathan Watson : Kelsey
- 2019 : 15 Minutes at 400 Degrees (court-métrage) de Chris McCaleb : Crystal

- 2022 : Catwoman: Hunted de Shinsuke Terasawa : Selina Kyle / Catwoman (voix - directement en vidéo)

### Télévision

#### Téléfilms
- 2014 : L'Heure de tuer mon père (Killing Daddy) de Curtis Crawford : Callie Ross

#### Séries télévisées
- 2007 : The Black Donnellys : Jenny jeune (saison 1, 3 épisodes)
- 2009 : The Battery's Down : Bat Mitzvah Guest (saison 2, épisode 2)
- 2010 - 2013 : Victorious : Jade West (principale - 56 épisodes)
- 2011 : iCarly : Jade West (saison 4, épisode 11)
- 2011 : Big Time Rush : Heather Fox (saison 2, épisode 27)
- 2012-2014 : Winx Club : Daphne (voix - épisodes spéciaux 1 à 3 ; saisons 3 à 6)
- 2012 : FBI : Duo très spécial (White Collar) : Chloe (saison 3, épisode 12)
- 2012 : Friend Me : Emily (saison 1, épisode 3)
- 2013 : The Exes : Tracy Cooper (saison 3, épisode 8)
- 2014 : Sam et Cat (Sam & Cat) : Jade West (saison 1, épisode 23)
- 2015 - 2016 : Sex&Drugs&Rock&Roll : Gigi Rock (principale - 20 épisodes)
- 2015 : Les Pingouins de Madagascar (The Penguins of Madagascar) : Une chanteuse (voix - saison 3, épisode 30)
- 2015 : American Dad! : Lena Horne (voix - saison 10, épisode 10)
- 2017 - 2022 : Dynastie (Dynasty) : Fallon Carrington (principale - 105 épisodes )
- 2018 : Robot Chicken : Sun Baby / Marie Browning (voix - saison 9, épisode 14)
- 2019 : Les Aventures de la tour Wayne (Welcome to the Wayne) : Parana Sycamore (voix - saison 2, épisode 4)
- 2022 : Les Griffin : Alana Fitzgerald (saison 20, épisode 17)
- 2022 : The Orville : Dinal (saison 3, épisode 3)

### Doublage de jeux vidéo
- 2011 : Victorious: Time to Shine : Jade West (voix)
- 2012 : Victorious: Taking the Lead : Jade West (voix)

### Clips vidéos
Note : La liste suivante indique les clips vidéos d'Elizabeth Gillies en tant qu'actrice. Pour la liste de ses clips vidéos en tant que chanteuse voir sa discographie.
- 2010 : Make it Shine de Victoria Justice feat. Victorious Cast
- 2010 : Freak the Freak Out de Victoria Justice feat. Victorious Cast
- 2011 : Beggin' on Your Knees de Victoria Justice feat. Victorious Cast
- 2011 : All I Want Is Everything de Victoria Justice feat. Victorious Cast
- 2011 : Time in the Day de Mickey Deleasa
- 2012 : Time of Our Life de Big Time Rush
- 2012 : Make It In America de Victoria Justice feat. Victorious Cast
- 2013 : Right There (feat. Big Sean) d'Ariana Grande
- 2015 : One Last Time d'Ariana Grande (voix au début du clip)
- 2018 : Thank U, Next d'Ariana Grande

## Théâtre
- 2008 - 2009 : 13 (en) : Lucy[17]
- 2013 : Jawbreaker : The Musical : Courtney
- 2025 : Little Shop of Horrors dirigé par Michael Mayer : Audrey

## Discographie

### Bandes-originales
Note : Cette liste présente seulement les bandes-originales sur lesquelles la participation d'Elizabeth Gillies est importante.
- 2015 : Sex&Drugs&Rock&Roll (Songs from the FX Original Comedy Series) (8 chansons, aussi sortie en tant que singles promotionnels)

### Singles promotionnels
- 2012 : We Are Believix (pour la série Winx Club)
- 2012 : You Don't Know Me (pour l'album Victorious 3.0 : Even More Music from the Hit TV Show)

### Collaborations
| Année | Titre                                                    | Artiste         | Album                                           |
| ----- | -------------------------------------------------------- | --------------- | ----------------------------------------------- |
| 2011  | Give It Up (feat. Elizabeth Gillies & Ariana Grande)     | Victorious Cast | Victorious: Music from the Hit TV Show          |
| 2012  | Take a Hint (feat. Victoria Justice & Elizabeth Gillies) | Victorious Cast | Victorious 2.0: More Music from the Hit TV Show |
| 2013  | Santa Baby (feat. Liz Gillies)                           | Ariana Grande   | Christmas Kisses                                |
| 2017  | My Buick, My Love and I feat. Elizabeth Gillies          | Seth MacFarlane | In Full Swing                                   |

### Clips vidéos
- 2012 : We Are Believix (pour la série Winx Club)
- 2015 : Die Trying (pour la série Sex&Drugs&Rock&Roll)
- 2016 : Bang Bang (pour la série Sex&Drugs&Rock&Roll)

## Voix francophones
En France, Olivia Luccioni est la voix française régulière d’Elizabeth Gillies depuis la série télévisée Victorious. Depuis, elle l’a doublée dans une grande partie de sa filmographie dont le film Animal et la série Dynastie. Dans cette dernière, elle est également doublée par Marie-Martine Bisson quand elle interprète Alexis Carrington.
Dans la série d’animation Winx Club et son adaptation cinématographique Winx Club : Le Secret du royaume perdu, son personnage a été doublé par la comédienne belge Colette Sodoyez.
Versions françaises
- Olivia Luccioni[18] : Victorious, iCarly, Big Time Rush, Animal, Sam et Cat, L’heure de tuer mon père, Dynastie (en tant que Fallon Carrington), etc.
- Colette Sodoyez : Winx Club et Winx Club : Le Secret du royaume perdu.
- Marie-Martine Bisson : Dynastie (en tant que Alexis Carrington)